# Bela-Bela Local Municipality
Bela Bela (englisch Bela-Bela Local Municipality) ist eine Lokalgemeinde im Distrikt Waterberg der südafrikanischen Provinz Limpopo. Der Sitz der Gemeindeverwaltung befindet sich in der Stadt Bela-Bela, ein bekanntes Thermalbad. Jeremiah Ngobeni ist der Bürgermeister.
Hauptwirtschaftszweig der Gemeinde Bela Bela ist der Tourismus.

## Städte und Orte
- Bela-Bela (ehemals Warmbad oder Warmbaths)
- Pienaarsrivier
- Rapotokwane

## Bevölkerung
Im Jahr 2011 hatte die Gemeinde 66.500 Einwohner. Davon waren 84,8 % schwarz, 12,9 % weiß, 1,5 % Coloured und 0,6 % Inder bzw. Asiaten. Erstsprache war zu 37 % Sepedi, zu 16,1 % Setswana, zu 13 % Afrikaans, zu 10,2 % Xitsonga, zu 5,4 % Sesotho, zu 3,9 % Englisch, zu 3 % isiNdebele, zu 1,5 % isiZulu, zu 1,2 % Tshivenda und zu 0,6 % isiXhosa.